# Georg Konrad Morgen
Georg Konrad Morgen (Francoforte, 8 giugno 1909 – 4 febbraio 1982) è stato un magistrato e militare tedesco appartenente alle SS nazionalsocialiste. Egli, su mandato dell'SS-Reichsführer Heinrich Himmler, investigò a lungo sulla corruzione che affliggeva il sistema concentrazionario tedesco. Il risultato delle indagini di Morgen condusse a numerosi arresti e destituzioni tra il personale coinvolto nella gestione dei lager. Certamente, il caso di maggior risonanza, trattato da Morgen, fu l'indagine su Karl Otto Koch, comandante dei campi di concentramento di Sachsenhausen, Buchenwald, Majdanek e di sua moglie Ilse Köhler. Fece anche arrestare Martin Sommer, il cosiddetto "Boia di Buchenwald", noto per le brutalità commesse a Buchenwald ai danni dei prigionieri.

## Biografia
Morgen si iscrisse al partito nazista il 1º aprile 1933 e si unì alle SS nel marzo del 1933.
Dopo la laurea all'Università di Francoforte e la specializzazione presso la Hague Academy of International Law nell'omonima città, inizio la carriera di giudice a Stettino, attualmente in Polonia nord-occidentale.
Accettò il posto di assistente, presso il dipartimento legale delle SS di Cracovia (Hauptamt SS Gericht) e fu assegnato ai casi di corruzione.
Per i giudizi imparziali e solidamente comprovati, attirò su di sé numerose critiche, tanto che fu trasferito alla divisione 5. SS-Panzer-Division Wiking (SS Wiking) impegnata al fronte. La sua reputazione fece sì che, nel 1943, venisse assegnato alla divisione di Polizia criminale Reichskriminalpolizei (RKPA) ad occuparsi di crimini finanziari, lontano dai casi politici.
Divenuto SS Obersturmführer, comandante, fu designato a investigare sulle trasgressioni disciplinari e sulle infrazioni al codice d'onore dei membri del corpo delle SS, tra questi il caso del comandante di Sachsenhausen, Buchenwald e Majdanek Karl Otto Koch, marito di Ilse Köhler.

### Il caso
Morgen arrivò al campo di Buchenwald investigando su un funzionario nazista, ma scoprì i retroscena della vita del comandante del campo Karl Koch: racket dei generi alimentari, assassinii dei deportati e, in generale, il funzionamento del campo per il proprio profitto.
Intercettò allora la corrispondenza tra Karl e la moglie, estendendo le inchieste all'interno del campo: Koch aveva sottratto in poco tempo oltre 100.000 marchi, aveva ucciso Kramer e Peix, due internati, coinvolgendo il dott. Waldemar Houst anche negli atti di sadismo perpetrati nel campo.
Portate le prove a Arthur Nebe, il capo della polizia criminale, questi, le passò al capo della Gestapo Heinrich Müller, che a sua volta le passò a Ernst Kaltenbrunner, il capo del RSHA. Heinrich Himmler diede a Morgen l'autorità completa per continuare contro Koch.
Nel dicembre 1943, Morgen intrappolò un complice di Koch, dal nome Kǜhler, e lo convinse a testimoniare: Koch, giudicato colpevole, fu giustiziato per fucilazione.

## Investigatore nei campi di concentramento
Morgen fu così autorizzato a investigare sui principali campi di sterminio Majdenek, Treblinka, Sobibór e Bełżec. Riuscì comunque a perseguire alcuni membri di Majdenek, colpevoli di "uccisioni arbitrarie".
Perseguì appartenenti alle alte gerarchie naziste, come Maximllian Grabner, Alex Piorkowski, Hans Horite e Herman Florstedt, portando 800 casi di corruzione e omicidio, ottenendo circa 200 condanne in soli due anni di attività. Proprio mentre stava iniziando un'importante ricerca a Auschwitz, dove, nel 1944, durante le investigazioni sul comandante Rudolf Höß, il suo assistente "Hauptscharführer" Gerhard Putsch sparì senza lasciare traccia, arrivarono gli ordini direttamente dall'ufficio di Hitler di cessare le investigazioni.
La testimonianza di Morgen fu importante al Processo di Norimberga, ma si rifiutò di testimoniare contro Ilse Koch, nonostante le intimidazioni di estradarlo in Unione Sovietica, poiché non aveva alcuna prova concreta che avesse commesso dei crimini, sebbene fosse convinto della sua colpevolezza.
Morgen continuò la sua carriera legale anche dopo la guerra.